# Campeonato Mundial de Gimnasia Artística de 1966
El XVI Campeonato Mundial de Gimnasia Artística se celebró en Dortmund (RFA) entre el 21 y el 25 de septiembre de 1966 bajo la organización de la Federación Internacional de Gimnasia (FIG) y la Federación Alemana de Gimnasia.

## Resultados

### Masculino
| Evento                 | Oro | Plata | Bronce |
| ---------------------- | --- | --- | --- |
| Concurso completo ind. | Mikhail Voronin Unión Soviética 116,15 pts.                                                            | Shuji Tsurumi Japón 115,25 pts.                                                                                    | Akinori Nakayama Japón 114,95 pts.                                                                                           |
| Suelo                  | Akinori Nakayama Japón 19,400                                                                          | Yukio Endo Japón 19,375                                                                                            | Franco Menichelli · Italia · 19,300                                                                                          |
| Caballo con arcos      | Miroslav Cerar Yugoslavia 19,525                                                                       | Mikhail Voronin Unión Soviética 19,325                                                                             | Takeshi Kato Japón 19,125 |
| Anillas                | Mikhail Voronin Unión Soviética 19,750                                                                 | Akinori Nakayama Japón 19,500                                                                                      | Franco Menichelli · Italia · 19,475                                                                                          |
| Salto de potro         | Haruhio Matsuda Japón 19,425                                                                           | Takeshi Kato Japón 19,325                                                                                          | Akinori Nakayama Japón 19,050                                                                                                |
| Paralelas              | Sergei Diomidov Unión Soviética 19,550                                                                 | Mikhail Voronin Unión Soviética 19,400                                                                             | Miroslav Cerar Yugoslavia 19,350                                                                                             |
| Barra fija             | Akinori Nakayama Japón 19,675                                                                          | Yukio Endo Japón 19,600                                                                                            | Takashi Mitsukuri Japón 19,425                                                                                               |
| Concurso por equipos   | Japón Shuji Tsurumi Akinori Nakayama Takeshi Kato Yukio Endo Takashi Mitsukuri Haruhiro Matsuda 575,15 | Unión Soviética Mikhail Voronin Sergei Diomidov Valery Kerdemelidi Yuri Titov Valery Karasev Boris Shakhlin 570,90 | República Democrática Alemana Matthias Brehme Gerhard Dietrich Werner Dolling Erwin Koppe Siegfried Fulle Peter Weber 561,00 |

### Femenino
| Evento                 | Oro | Plata | Bronce                                                                                                 |
| ---------------------- | --- | --- | --- |
| Concurso completo ind. | Věra Čáslavská Checoslovaquia 78,298 pts.                                                                                         | Natalia Kuchinskaya Unión Soviética 78,097 pts.                                                                           | Kaiko Ikeda Japón 76,997 pts.                                                                          |
| Suelo                  | Natalia Kuchinskaya Unión Soviética 19,733                                                                                        | Věra Čáslavská Checoslovaquia 19,683                                                                                      | Zinaida Drouginina Unión Soviética 19,666                                                              |
| Salto de potro         | Věra Čáslavská Checoslovaquia 19,583                                                                                              | Erika Zuchold República Democrática Alemana 19,399                                                                        | Natalia Kuchinskaya Unión Soviética 19,316                                                             |
| Barras asimétricas     | Natalia Kuchinskaya Unión Soviética 19,616                                                                                        | Keiko Ikeda Japón 19,566                                                                                                  | Taniko Mitsukuri Japón 19,516                                                                          |
| Barra                  | Natalia Kuchinskaya Unión Soviética 19,650                                                                                        | Věra Čáslavská Checoslovaquia 19,333                                                                                      | Larissa Petrik Unión Soviética 19,250                                                                  |
| Concurso por equipos   | Checoslovaquia Věra Čáslavská Jaroslava Sedláčková Marianna Krajčírová Jána Kubičková Bohumila Řimnáčová Jindra Košťálová 383,625 | Unión Soviética Natalia Kuchinskaya Larisa Petrik Zinaida Voronina Larisa Latynina Polina Astakhova Olga Kharlova 383,587 | Japón Keiko Ikeda Taki Shibuya Hiroko Ikenada Taniko Mitsukuri Yasuko Furuyama Mitsuko Kandori 380,923 |

## Medallero
| Núm. | País           | Oro | Plata | Bronce | Total |
| ---- | -------------- | --- | ----- | ------ | ----- |
| 1    | URSS           | 6   | 5     | 3      | 14    |
| 2    | Japón          | 4   | 6     | 7      | 17    |
| 3    | Checoslovaquia | 3   | 2     | 0      | 5     |
| 4    | Yugoslavia     | 1   | 0     | 1      | 2     |
| 5    | RDA            | 0   | 1     | 1      | 2     |
| 6    | Italia         | 0   | 0     | 2      | 2     |
|      | TOTAL          | 14  | 14    | 14     | 42    |